# Пашаи
Пашаи — индоевропейский язык, относящийся к дардской группе. 
В некоторых трудах подразделяется на четыре самостоятельных языка.

## Распространение
Язык одноименного народа в Афганистане. Число носителей языка — около 217 000 до 1 000 000. Большинство из них двуязычны и владеют языком пушту; грамотность около 25 %.
Народ пашаи создал богатый фольклор (баллады, песни, легенды) на своем национальном языке.
Описывая страну Кабул Бабур пишет:

В Кабульской области живут различные племена. В долинах и равнина|х живут аймаки, тюрки и арабы; в городе и некоторых деревнях живут сарты, в других деревнях и областях обитают [племена] Пашаи, Параджи, Таджики, Бирки и Афгани. В горах Газни живут племена Хазара и Никудери; среди хазарейцев и никудерийцев некоторые говорят на могольском языке.

## Особенности
Язык являлся бесписьменным до 2003 года, когда для него был создан алфавит на арабской графической основе:
| آ | ا | ء | أ | ؤ | ئ | ب | پ | ت | ث | ج |
| چ | ح | خ | د | ذ | ر | ز | ژ | س | ش | ص |
| ض | ط | ظ | ع | غ | ف | ق | ک | ك | گ | ل |
| م | ن | و | ه | ۃ | ھ | ى | ي |   |   |   |